# Lu Minjia
Lu Minjia (Zhejiang, 29 desembre de 1992), en xinès 陆敏佳, és una atleta que competeix en salt de llargada. Va ser campiona del món juvenil del 2009 i va assolir el rècord asiàtic de 6,74 m el mateix any. Després d’un títol asiàtic júnior, va quedar subcampiona al Campionat d'Àsia d’atletisme del 2011. Va guanyar medalles d'or al Campionat d'Àsia d'atletisme en pista coberta del 2012 i al Campionat d'Àsia d'atletisme de 2015.
Va representar el seu país als Jocs Asiàtics de 2010 i 2014, i també ha representat la regió Àsia-Pacífic a la Copa continental d'atletisme del 2014. Va ser la guanyadora del salt de llargada als Jocs Nacionals de la Xina del 2009.

## Trajectòria

### Carrera juvenil i júnior
Lu Minjia va néixer a la província oriental de Zhejiang. Va començar a practicar atletisme a l'escola primària i aviat va destacar pel seu talent per al salt de llargada. Va continuar amb la disciplina a la regió, unint-se al club d'atletisme de la seva província i va continuar estudiant a la Universitat de Zhejiang.
Es va consolidar a nivell nacional el 2008 quan va guanyar l'esdeveniment olímpic xinès, millorant una millor marca personal per un gran marge amb un salt de 6,44 m. Als quinze anys, va ser l'atleta més jove del camp i va derrotar a la campiona asiàtica Chen Yaling, tot i que no havia actuat prou bé per obtenir la qualificació. Va ser la saltadora de llargada número u del món en la categoria juvenil el 2009 i va guanyar la medalla d'or en el Campionat del món juvenil d'atletisme de 2009 amb un salt de 6,22 m. Va tornar a derrotar Chen Yaling en la competició xinesa, guanyant el títol dels Jocs Nacionals de la Xina de 2009 amb una marca de 6,74 m. En la seva primera competició internacional sènior va aconseguir una medalla de bronze als Jocs Asiàtics de 2009, mentre Chen Yaling es proclamava guanyadora. Va ser la segona dona asiàtica de més alt rang aquell any, darrere de Jung Soon-ok de Corea.
Quan encara tenia disset anys, va fer el seu debut com a sènior al Campionat del Món d'atletisme en pista coberta de 2010 (IAAF World Indoor Championships), on va aconseguir el rècord de 6,25 m en qualificació. Va fer el millor salt de la seva temporada, de 6,47 m, al Campionat d'Àsia júnior d'atletisme 2010, on va guanyar còmodament la medalla d'or. També va compartir la medalla de plata de 4x100 metres relleus amb Chen Lin, Jiang Shan i Wu Shuijiao (havien obtingut la de bronze fins que el Kazakhstan va ser desqualificat). En la seva última actuació important de l'any, va quedar sisena als Jocs Asiàtics de 2010, saltant 6,36 m, marca que estava a 17 cm per sota del resultat guanyador de Jung Soon-ok. Lu Meijing va guanyar el seu primer títol nacional al Campionat d'atletisme xinès d'aquest any.

### Medalles sèniors asiàtiques
A l'inici de la temporada de 2011, va guanyar a Nanquín, establint una millor marca en pista coberta de 6,58 m. En la temporada a l'aire lliure, va ser subcampiona en la competició que va guanyar Saeko Okayama al Golden Grand Prix de Kawasaki. La seva millor marca a l'aire lliure aquell any va arribar en competició nacional a Jinan, on va guanyar amb un salt de 6,54 m. Va estar a prop en el Campionat d'Àsia d'atletisme de 2011, quan amb una marca de 6,52 m va ser la millor de la seva sèrie, per davant d'Okayama, però va quedar en segona posició per darrere Mayookha Johny. Després, va defensar el seu títol nacional als Campionats xinesos.
Va guanyar el seu primer títol d'alt nivell en el Campionat d'Àsia d'atletisme en pista coberta de 2012, derrotant a Anastassia Kudínova del Kazakhstan. Pel que fa al circuit d'aire lliure i cros, es va perdre el Xangai Golden Grand Prix però va fer la seva IAAF Diamond League al Prefontaine Classic als Estats Units, on va acabar en desena posició. La millor marca de l'any va arribar a l'edició Kanchanaburi del Gran Premi d'atletisme d'Àsia, on va saltar 6,64 m per davant de Johny de l'Índia. Ella mateixa va ser batuda a l'edició següent de Bangkok per l'uzbek Juliya Taràssova. Va lluitar l'any següent, sense registrar una marca més enllà de sis metres, i va perdre el seu títol als 12ens Jocs Nacionals de la Xina, en els quals va acabar en onzè lloc.
Lu va tornar a l'acció en la temporada 2014 amb la seva primera aparició en la Xangai Diamond League (amb una desena posició) i un tercer lloc en el Campionat del Món IAAF de Pequín. Va ser escollida representant d'Àsia a la Copa Continental de la IAAF de 2014, acabant setena, i sisena als Jocs Asiàtics de 2014. Amb la millor marca de la temporada, 6,57 m, va ocupar el primer lloc de la cinquantena mundial d'aquell any i va ser la millor atleta asiàtica, juntament amb el seu compatriota Jiang Yanfei.
Treballant en la medalla de plata des de quatre anys abans, en la seva terra natal de Wuhan, Lu Minjia va guanyar el títol de salt de llargada en el Campionat d'Àsia d'atletisme de 2015, per un marge de cinc centímetres sobre Jung Soon-ok. En el Campionat d'Àsia del 2019, que es va fer a Qatar, va obtenir de nou la primera posició.

## Marques i títols

### Millors marques personals
- Salt de llargada a l'aire lliure: 6.74 m (2009)
- Salt de llargada en pista coberta: 6.58 m (2011)
- Totes les marques personals de la IAAF[7]

### Títols nacionals
- Campionats d'Atletisme xinès: 2010 i 2011
- Jocs nacionals de la Xina: 2009

### Competicions internacionals
| 2009 | Campionat del Món juvenil          | Bressanone, Itàlia     | 1a      | Salt de llargada   | 6,22 m    |
| 2009 | Jocs asiàtics de l'est             | Hong Kong, Xina        | 3a      | Salt de llargada   | 6,24 m    |
| 2010 | Campionat del Món en pista coberta | Doha, Qatar            | 17a (q) | Salt de llargada   | 6,25 m    |
| 2010 | Campionat d'Àsia júnior            | Hanoi, Vietnam         | 1a      | Salt de llargada   | 6,47 m    |
| 2010 | Campionat d'Àsia júnior            | Hanoi, Vietnam         | 2a      | 4 × 100 m rellleus | 45,87 min |
| 2010 | Jocs asiàtics                      | Guangzhou, Xina        | 6a      | Salt de llargada   | 6,36 m    |
| 2011 | Campionat d'Àsia                   | Kobe, Japó             | 2a      | Salt de llargada   | 6,52 m    |
| 2012 | Campionat d'Àsia en pista coberta  | Hangzhou, Xina         | 1a      | Salt de llargada   | 6,33 m    |
| 2014 | Campionat del Món                  | Pequín, Xina           | 3a      | Salt de llargada   | 6,32 m    |
| 2014 | Copa continental                   | Marrakech, Marroc      | 7a      | Salt de llargada   | 6,14 m    |
| 2014 | Jocs asiàtics                      | Incheon, Corea del Sud | 6a      | Salt de llargada   | 6,28 m    |
| 2015 | Campionat d'Àsia                   | Wuhan, Xina            | 1a      | Salt de llargada   | 6,52 m    |
| 2015 | Campionat del món                  | Pequín, Xina           | 30a (q) | Salt de llargada   | 6,01 m    |
| 2018 | Jocs asiàtics                      | Jakarta, Indonèsia     | 4a      | Salt de llargada   | 6,50 m    |
| 2019 | Campionat d'Àsia                   | Doha, Qatar            | 1a      | Salt de llargada   | 6,38 m    |